# مجموعة بي بي سي إي
مجموعة بي بي سي إي (بالفرنسية: Banque Populaire Caisse d'Epargne)‏ هي مجموعة مصرفية فرنسية كبرى تم تشكيلها من خلال اندماج مجموعتين رئيسيتين للخدمات المصرفية للأفراد في عام 2009، هما: مجموعة صندوق الادخار و مجموعة البنك الشعبي . اعتبارًا من عام 2021، أصبح رابع أكبر بنك في فرنسا، وسابع أكبر بنك في أوروبا، والتاسع عشر في العالم من حيث إجمالي الأصول. ولديها أكثر من 8200 فرع على مستوى الدولة تحت الأسماء التجارية الخاصة بها وتخدم ما يقرب من 150 مليون عميل. وهو أكبر بنك في أوروبا من حيث الإيرادات، متقدما على بنك بي إن بي باريبا وإتش إس بي سي . يعتبر بنكًا عالميًا ذا أهمية نظامية (G-SIB) من قبل مجلس الاستقرار المالي .

## أنظر أيضاً
- بي إن بي باريبا
- سوسيتيه جنرال
- كريدي أجريكول